# Markus Weitschacher
Markus Weitschacher (* 1989 in Wien) ist ein österreichischer Schauspieler, Kabarettist und Comedian.

## Leben
Markus Weitschacher studierte nach der Matura zunächst an der Universität Wien, bevor er sich für die Schauspielerei entschied. Seine Schauspielausbildung erhielt er von 2009 bis 2012 an der Schauspielakademie von Kammerschauspielerin Elfriede Ott in Wien. Während der Ausbildung spielte er drei Jahre in Folge bei den Nestroy-Festspielen auf Burg Liechtenstein in Maria Enzersdorf sowie bei verschiedenen Theaterprojekten in Wien.
Ab Herbst 2012 war er bis 2014 festes Ensemblemitglied beim Theater des Kindes in Linz, wo er in mehr als 15 Produktionen mitwirkte. 2014 wurde er als Darsteller in der Produktion Heidi mit dem „Stella“-Theaterpreis (Theaterpreis für junges Publikum) ausgezeichnet.
Im Sommer 2016 trat er zum ersten Mal beim Sommertheater in der Kulturfabrik Helfenberg auf.  Im Juli/August 2017 spielte er dort dann in der Uraufführung der Produktion Wie man Götter dämmert von Henry Mason mit.
2016 gab er als Roller in Die Räuber sein Debüt an den Vereinigten Bühnen Bozen, wo er in den Folgejahren noch für drei weitere Inszenierungen verpflichtet wurde. Weiters war er im Herbst 2017 mit dem Blechbläser-Ensemble „Pro Brass“ auf Tournee durch Österreich und Südtirol. Bei den Festspielen Stockerau trat er im Sommer 2018 als Schlehwein in der Shakespeare-Komödie Viel  Lärm  um  Nichts in einer Inszenierung von Zeno Stanek auf. In der Spielzeit 2018/19 war er für die Uraufführung der Auftragsproduktion Jannik und der Sonnendieb (Regie: Henry Mason) als Gast am Stadttheater Klagenfurt engagiert. Im Sommer 2019 gastierte er bei den Schlossspielen Kobersdorf in der Nestroy-Posse Das Mädl aus der Vorstadt (Regie: Beverly Blankenship).
Erste Filmrollen spielte Weitschacher bereits während seiner Ausbildung. In der 13. Staffel der österreichischen TV-Serie SOKO Donau (Regie: Filippos Tsitos) hatte er als Gastwirt und steirischer Großbauernsohn Johann Butzler eine der Episodenhauptrollen.
Markus Weitschacher lebt seit 2016 als freier Schauspieler in Wien.

## Filmografie (Auswahl)
- 2011: SOKO Donau: Flächenbrand (Fernsehserie, eine Folge)
- 2018: SOKO Donau: Fadenspiel (Fernsehserie, Episodenhauptrolle)